# Bahnhof Dijon-Ville

Der Bahnhof Dijon-Ville (Dijon-Stadt) ist der größte Bahnhof der SNCF in der französischen Stadt Dijon. Der Bahnhof wird von rund 15.000 Fahrgästen täglich benutzt. Er hat elf Gleise an fünf Bahnsteigen. Der Bahnhof wurde 1849 eröffnet sowie das heutige Empfangsgebäude 1962. Der Bahnhof hat Anschluss an das TGV-Netz nach Paris. Regionalverbindungen bestehen unter anderem in die Städte Grenoble, Tours und Reims. TGV-Verbindungen bestehen außerdem noch nach Zürich, Lille, Straßburg, Montpellier, Nizza und Lyon. Seit Eröffnung der LGV Rhin-Rhône erhielt der Bahnhof diverse neue TGV-Verbindungen.
Umsteigemöglichkeit besteht am Bahnhof an das städtische Busnetz sowie zur Straßenbahn Dijon.